# Sisang Chandli
Sisang Chandli fou un estat tributari protegit de l'agència de Kathiawar, al prant de Halar, presidència de Bombai, format per dos pobles amb 5 propietaris tributaris. La superfície era de 3 km² i la població de 1.712 habitants el 1881. Els ingressos eren de 750 lliures dels quals 72 es pagaven com a tribut al govern britànic i poc més de 12 al nawab de Junagarh.